# Richard King (2e baronnet)
Pour les articles homonymes, voir Richard King et King.
 (janvier 2012).
Si vous disposez d'ouvrages ou d'articles de référence ou si vous connaissez des sites web de qualité traitant du thème abordé ici, merci de compléter l'article en donnant les références utiles à sa vérifiabilité et en les liant à la section « Notes et références ».
Richard King (28 novembre 1774 – 5 août 1834), 2e baronnet, est un officier de marine de la Royal Navy britannique. Il sert pendant les guerres de la Révolution et de l'Empire, et se distingue à la bataille de Trafalgar, tout en étant parmi les plus jeunes capitaines présents.

## Biographie
King est le fils de Sir Richard King, 1er baronnet, un haut responsable de la Royal Navy. King embarque à quatorze ans grâce à son père et est nommé au grade de captain à peine six ans plus tard, un fait rendu possible par le rang d'amiral de son père. Normalement, il fallait un temps double ou triple pour avoir un tel rang. Néanmoins, King n'était pas incompétent et montre sa valeur en tant que capitaine du HMS Sirius, capturant quatre navires corsaires ennemis en plus de siéger au Conseil de la Marine qui condamne Richard Parker à mort pour sa participation à la mutinerie de Nore en 1797. Le 24 octobre 1798, King s'empare de deux navires néerlandais. En 1801, il s'empara d'une frégate française et est récompensé en recevant le commandement d'un navire de ligne de 74 canons, le HMS Achille.
Un mois avant la bataille de Trafalgar, sentant qu'il y avait de la gloire à gagner dans les opérations à venir près de Cadix, King utilisa de son influence auprès de son beau-père, l'amiral Sir John Duckworth, pour persuader Nelson de lui donner un poste dans la flotte chargée du blocus. Comme il avait une bonne réputation, Nelson accepta et King arriva à côté de Trafalgar le 21 octobre 1805. Septième navire de la division de Collingwood, Achille s'engagea fortement dans la bataille, poursuivant au large le navire espagnol Montanez et se battant aux côtés du HMS Belleisle avec l’Argonauta. Tout en poursuivant ce navire, le HMS Achilles rencontra sur sa route son homonyme, le navire français l’Achille avec qui il commença une canonnade sauvage. Après une heure de féroces combats, il força le bateau français à se rendre, mais au prix de 13 morts et 59 blessés, des pertes sévères par rapport à la plus grande partie de la flotte britannique.
King reçut, avec les autres capitaines, de nombreux honneurs après la bataille, et contrairement à plusieurs compatriotes, il conserva son commandement en mer et participa l'année suivante à une bataille navale contre une escadre de frégates françaises au cours de laquelle Sir Samuel Hood perdit un bras. La même année, il est affecté en Méditerranée et, en 1812, est nommé contre-amiral et commandant en second d'Edward Pellew. Resté en service après la guerre de 1819 en tant que vice-amiral, il est nommé commandant en chef des Indes orientales.
Il meurt en service en 1834 d'une épidémie soudaine de choléra.